# Matador (Garland Jeffreys)
"Matador" is een nummer van de Amerikaanse singer-songwriter Garland Jeffreys. Het verscheen op zijn album American Boy & Girl uit 1979. In december van dat jaar werd het uitgebracht als de tweede single van het album.

## Achtergrond
"Matador" is geschreven door Jeffreys en geproduceerd door Jeffreys en Roy Cicala. Jeffreys bedacht de melodie van het nummer nadat hij in Mexico was beroofd. De verteller van het lied zingt hoe hij steun nodig heeft, die hij wil zoeken bij een matador.
"Matador" zou oorspronkelijk niet als single worden uitgebracht, aangezien platenmaatschappij A&M Records "Bad Dream" wilde gebruiken om het album te promoten. Jeffreys stond erop, op aanraden van Kiss-bassist Gene Simmons, dat "Matador" in Europa als single zou verschijnen. Het bereikte de top 10 in onder meer Duitsland, Oostenrijk en Zwitserland. In Nederland piekte de single op de vierde plaats in zowel de Top 40 als de Nationale Hitparade, terwijl het in Vlaanderen een nummer 1-hit in een voorloper van de Ultratop 50 werd.

## Hitnoteringen

### Nederlandse Top 40
| Hitnotering: 23-02-1980 t/m 17-05-1980 | Hitnotering: 23-02-1980 t/m 17-05-1980 | Hitnotering: 23-02-1980 t/m 17-05-1980 | Hitnotering: 23-02-1980 t/m 17-05-1980 | Hitnotering: 23-02-1980 t/m 17-05-1980 | Hitnotering: 23-02-1980 t/m 17-05-1980 | Hitnotering: 23-02-1980 t/m 17-05-1980 | Hitnotering: 23-02-1980 t/m 17-05-1980 | Hitnotering: 23-02-1980 t/m 17-05-1980 | Hitnotering: 23-02-1980 t/m 17-05-1980 | Hitnotering: 23-02-1980 t/m 17-05-1980 | Hitnotering: 23-02-1980 t/m 17-05-1980 | Hitnotering: 23-02-1980 t/m 17-05-1980 | Hitnotering: 23-02-1980 t/m 17-05-1980 | Hitnotering: 23-02-1980 t/m 17-05-1980 |
| Week                                   | 1                                      | 2                                      | 3                                      | 4                                      | 5                                      | 6                                      | 7                                      | 8                                      | 9                                      | 10                                     | 11                                     | 12                                     | 13                                     |                                        |
| -------------------------------------- | -------------------------------------- | -------------------------------------- | -------------------------------------- | -------------------------------------- | -------------------------------------- | -------------------------------------- | -------------------------------------- | -------------------------------------- | -------------------------------------- | -------------------------------------- | -------------------------------------- | -------------------------------------- | -------------------------------------- | -------------------------------------- |
| Nummer                                 | 34                                     | 26                                     | 19                                     | 16                                     | 10                                     | 5                                      | 4                                      | 4                                      | 5                                      | 9                                      | 18                                     | 27                                     | 40                                     | uit                                    |

### Nationale Hitparade
| Hitnotering: 01-03-1980 t/m 24-05-1980 | Hitnotering: 01-03-1980 t/m 24-05-1980 | Hitnotering: 01-03-1980 t/m 24-05-1980 | Hitnotering: 01-03-1980 t/m 24-05-1980 | Hitnotering: 01-03-1980 t/m 24-05-1980 | Hitnotering: 01-03-1980 t/m 24-05-1980 | Hitnotering: 01-03-1980 t/m 24-05-1980 | Hitnotering: 01-03-1980 t/m 24-05-1980 | Hitnotering: 01-03-1980 t/m 24-05-1980 | Hitnotering: 01-03-1980 t/m 24-05-1980 | Hitnotering: 01-03-1980 t/m 24-05-1980 | Hitnotering: 01-03-1980 t/m 24-05-1980 | Hitnotering: 01-03-1980 t/m 24-05-1980 | Hitnotering: 01-03-1980 t/m 24-05-1980 | Hitnotering: 01-03-1980 t/m 24-05-1980 |
| Week                                   | 1                                      | 2                                      | 3                                      | 4                                      | 5                                      | 6                                      | 7                                      | 8                                      | 9                                      | 10                                     | 11                                     | 12                                     | 13                                     |                                        |
| -------------------------------------- | -------------------------------------- | -------------------------------------- | -------------------------------------- | -------------------------------------- | -------------------------------------- | -------------------------------------- | -------------------------------------- | -------------------------------------- | -------------------------------------- | -------------------------------------- | -------------------------------------- | -------------------------------------- | -------------------------------------- | -------------------------------------- |
| Nummer                                 | 38                                     | 30                                     | 17                                     | 17                                     | 7                                      | 6                                      | 4                                      | 6                                      | 6                                      | 13                                     | 15                                     | 30                                     | 47                                     | uit                                    |

### NPO Radio 2 Top 2000
| Nummer met noteringen in de NPO Radio 2 Top 2000 | '99  | '00 | '01  | '02 | '03  |
| ------------------------------------------------ | ---- | --- | ---- | --- | ---- |
| Matador                                          | 1788 | -   | 1669 | -   | 1969 |

1. ↑  Een '-' betekent dat het nummer niet was genoteerd en een vetgedrukt getal geeft de hoogste notering aan.
2. ↑  Deze tabel is bijgewerkt tot en met de laatste editie (2024).